# Moscato di Trani dolce naturale
Il Moscato di Trani dolce naturale è un vino DOC la cui produzione è consentita nelle province di Barletta-Andria-Trani e Foggia.

## Caratteristiche organolettiche
- colore: giallo dorato.
- odore: intenso aroma caratteristico.
- sapore: dolce, vellutato.

## Abbinamenti consigliati
Si consiglia di servire il vino freddo per accompagnare formaggi piccanti, pasticceria secca (soprattutto di mandorle), o da bere insieme a macedonia di frutta.

## Produzione
Provincia, stagione, volume in ettolitri
- Bari  (1990/91)  267,37
- Bari  (1991/92)  227,0
- Bari  (1992/93)  275,0
- Bari  (1993/94)  270,0
- Bari  (1994/95)  259,0
- Bari  (1995/96)  268,0